# Heidi Kackur
Heidi Kackur (* 31. Oktober 1978 in Vörå) ist eine ehemalige finnische Fußballspielerin.

## Leben
Heidi Kackur stammt aus Vörå (finnisch Vöyri), einer überwiegend schwedischsprachigen Gegend in Ostbottnien, wo sie einsprachig mit Schwedisch als Muttersprache aufwuchs. Finnisch lernte sie erst fließend zu sprechen, nachdem sie mit dem Training in der Nationalmannschaft begann.

## Karriere

### Vereine
Kackur begann für den in Hellnäs, nördlich von Vörå, ansässigen finnlandschwedischen Sportverein Hellnäs BK mit dem Fußballspielen und gehörte im Jahr 1996 durch Zusammenschluss drei weiterer Vereine dem neu gegründeten Nachfolgeverein Norrvalla FF an.
Im Seniorinnenbereich spielte sie erstmals und bis ins Jahr 2003 für den in der zweisprachigen Stadt Jakobstad (finnisch Pietarsaari) in Ostbottnien ansässigen FC United in der SM-sarja, der seinerzeit höchsten Spielklasse im finnischen Frauenfußball. Mit der Mannschaft gewann sie im am Ende der Spielzeit 2002 die Meisterschaft, zuvor, im Jahr 2001 mit dem 2:1-Sieg über HJK Helsinki den nationalen Vereinspokal.
Nachdem sie sich ins Nachbarland begeben hatte, spielte sie von 2003 bis 2004 für den schwedischen Erstligisten Malmö FF. In der Folgespielzeit war sie für den Ligakonkurrenten Kopparbergs/Göteborg FC aktiv. Nachdem sie sich bereits am Ende ihrer Spielerkarriere wähnte, kehrte sie für die Spielzeiten 2006 und 2007 in den Spielbetrieb zurück und war für den unterklassigen Näsets SK noch einmal tätig.

### Nationalmannschaft
Kackur bestritt im Zeitraum von zehn Jahren 48 Länderspiele für die A-Nationalmannschaft. Ihre ersten drei Länderspiele bestritt sie im Turnier um den US-Cup gegen die Nationalmannschaft Brasiliens (1:3), die US-amerikanische Nationalmannschaft (0:6) und die Nationalmannschaft Südkoreas (3:0) am 3., 7. und 10. Oktober 1999 in Columbus, Kansas City und Louisville. In ihrem dritten Spiel gelang ihr mit der 1:0-Führung in der 19. Minute ihr erstes von zwölf Länderspieltoren.
Im Jahr 2000 bestritt sie acht Länderspiele, davon vier im Turnier um den Algarve-Cup und vier (drittes bis sechstes Spiel) in der EM-Qualifikationsgruppe 4, sowie jeweils vier weitere im Jahr 2001 und 2002 jeweils im Turnier um den Algarve-Cup.
Nach dem mit 0:3 verlorenen Freundschaftsspiel gegen die US-amerikanische Nationalmannschaft am 27. April 2002 im kalifornischen San José, bestritt sie erstmals mit den Spielen am 5. Mai und 26. Juni, beim 1:0-Sieg über die Schweizer Nationalmannschaft und der 0:5-Niederlage gegen die Nationalmannschaft Schwedens ihre ersten beiden WM-Qualifikationsspiele.
Nach vier weiteren Spielen im Turnier um den Algarve-Cup 2003 schlossen sich vier weitere (die ersten vier) in der EM-Qualifikationsgruppe 1 an. Im Jahr 2004 bestritt sie jeweils ein Algarve-Cup-Turnier- und ein Freundschaftsspiel (gegen die Nationalmannschaft Polens) und sechs EM-Qualifikationsspiele. Im Jahr 2005, in dem sie zehn Länderspiele bestritt, gehörten auch vier bei ihrer Teilnahme an der Europameisterschaft unter Trainer Michael Käld dazu; drei in der Gruppe A und eins im Halbfinale, das am 15. Juni 2005 in Preston mit 1:4 gegen die Nationalmannschaft Deutschlands verloren wurde.
Ihren letzten Einsatz für den SPL hatte sie am 30. Oktober 2005 mit ihrem dritten WM-Qualifikationsspiel bei der 0:1-Niederlage gegen die Nationalmannschaft Spaniens in Helsinki.

## Erfolge
Nationalmannschaft
- Halbfinalist Europameisterschaft 2005

FC United Pietarsaari
- Finnischer Meister 2002
- Finnischer Pokalsieger 2001